# ららぽーとTOKYO-BAY

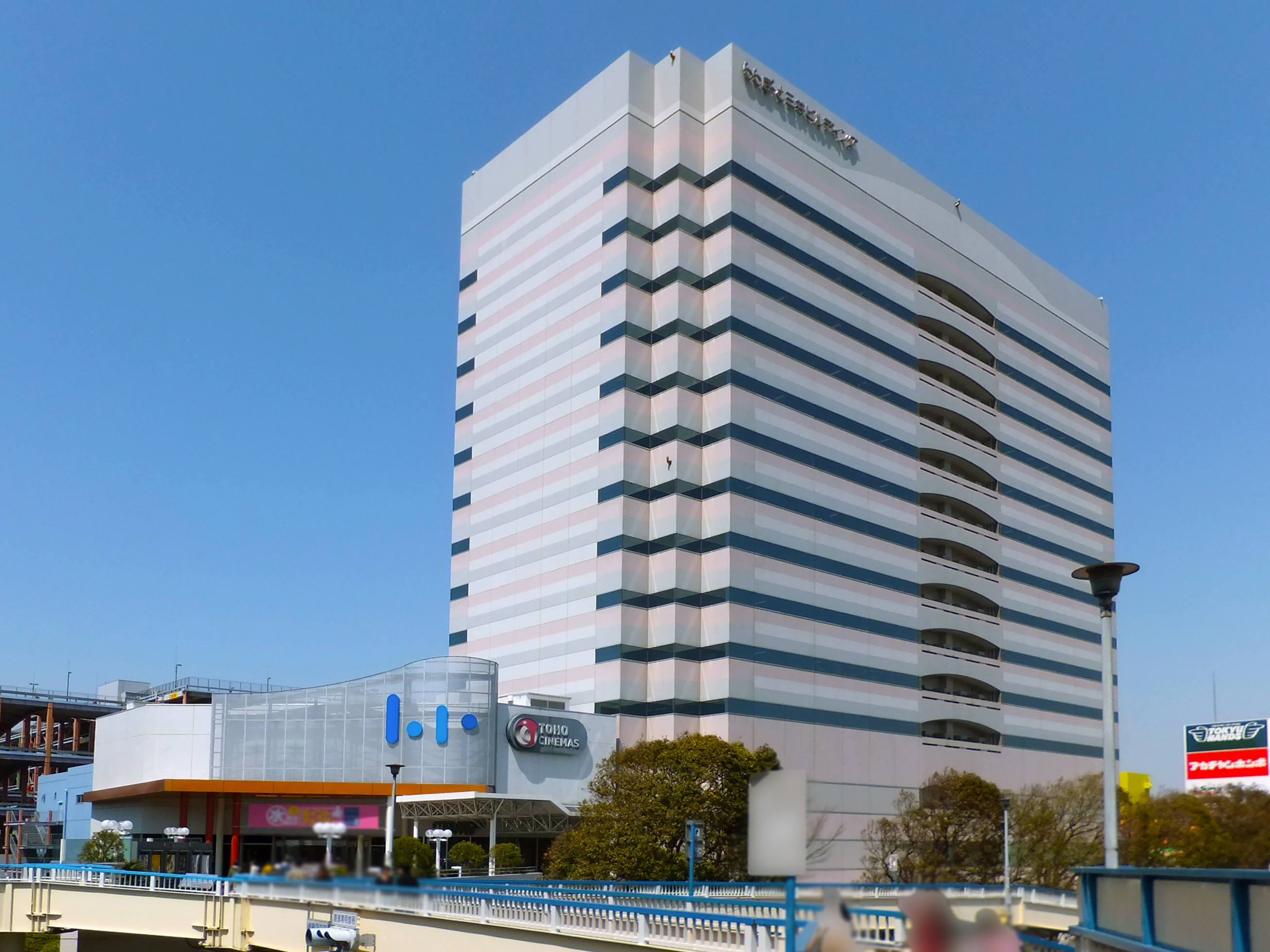
ららぽーと三井ビルディング

ららぽーとTOKYO-BAY（ららぽーとトーキョー-ベイ）は、千葉県船橋市浜町二丁目にある、三井不動産の連結子会社である三井不動産商業マネジメントが経営するモール型ショッピングセンターである。ららぽーと第一号店であり、フラグシップ（旗艦店）に位置付けられている。店舗数は約440店舗で、国内最大規模であり、年間約2,500万人が訪れる。

## 概要

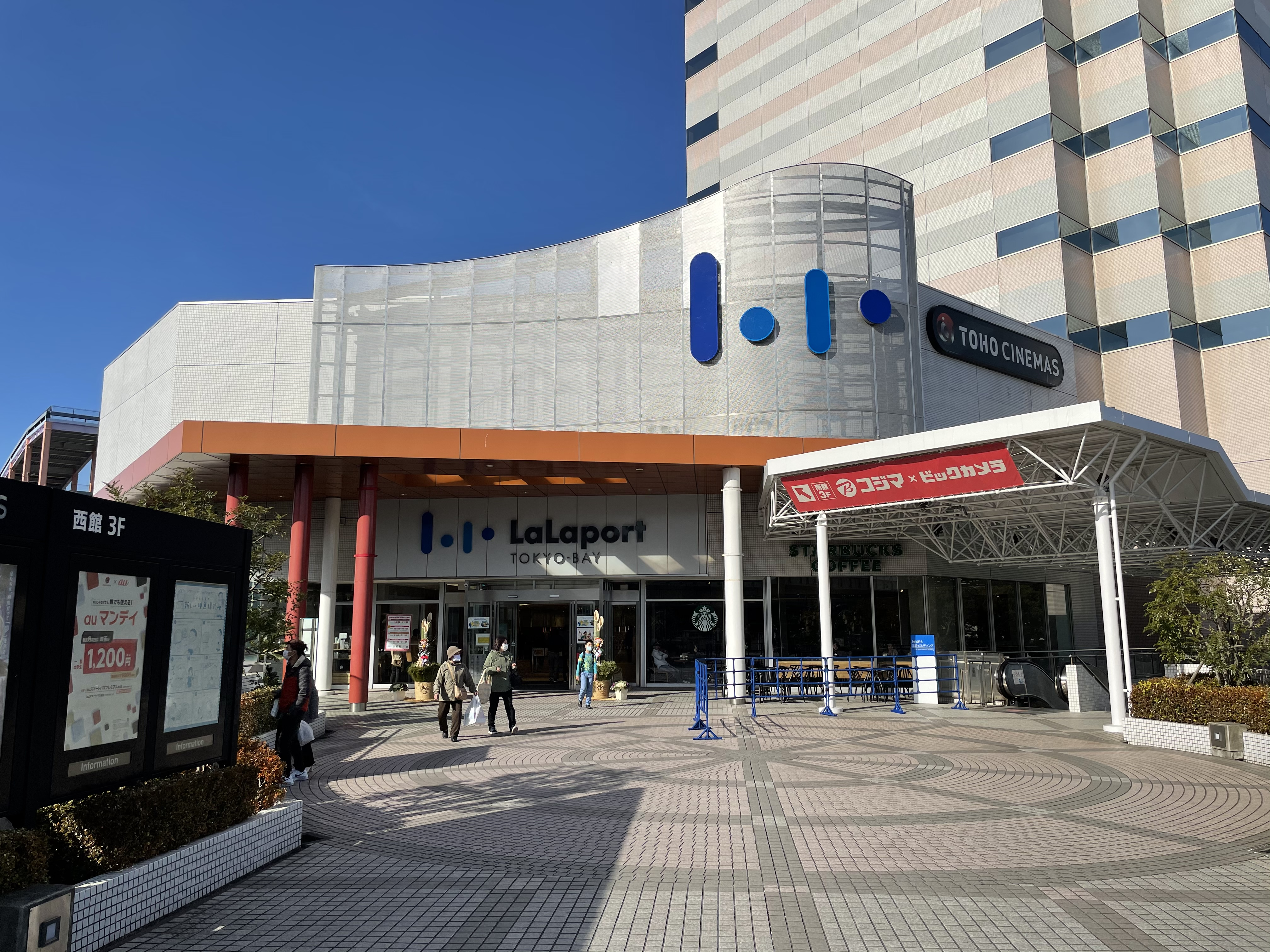
南館出入口（南船橋駅側）

1981年4月2日、ハワイのアラモアナセンターを参考にして、船橋ヘルスセンターの跡地に開業した。三井不動産が初めて手掛けたショッピングセンターである。運営は三井不動産商業マネジメント。ららぽーとの中で最大の店舗面積を持つ。開業時の名称は「ららぽーと船橋ショッピングセンター」。「TOKYO-BAYららぽーと」を経て、2006年8月に「ららぽーとTOKYO-BAY」に変更した。
当初から日本最大規模の大型ショッピングセンターであり、その先駆けだった。当時は京葉線の開通前で、近隣の船橋駅並びに津田沼駅前は日本有数の商業激戦区（津田沼戦争）である上、ショッピングセンター事業への経験不足、前例のない広大な敷地でもあり、成功を疑問視する声も多かった。開業初日は雨の中、開店前に4万人が列を作り、推定25万人が来場した。初年度は200店舗、年間来場者数約1,200万人。その後さらに規模が拡大していき、440の専門店や飲食店に加えて映画館（シネマコンプレックス）などのアミューズメント施設を備え、年間約2,500万人が訪れている。コート（広場）ではストリートパフォーマンスや音楽ライブなど多様なイベントが催され、地元放送局「ベイエフエム」の公開収録も行われる。セレクトショップや若年層向けの店舗を充実させるなど、時代に合わせて継続的に増床、改装を繰り返している。
2000年には、近場の海浜幕張駅周辺にコストコ幕張倉庫店、カルフール幕張（現：イオン海浜幕張店）が相次いで開業、また、三井不動産グループも三井アウトレットパーク 幕張を開業させた。舞浜駅前にはイクスピアリ（千葉県浦安市）が開業し、さらに2004年には隣接地にビビットスクエア（現：ビビット南船橋）、2005年にはアリオ蘇我、2013年にはイオンモール幕張新都心が開業するなど、周辺地域にショッピングセンターが乱立しており、京葉線沿線はショッピングセンターの激戦地区となっている。

## 沿革
- 1981年（昭和56年）

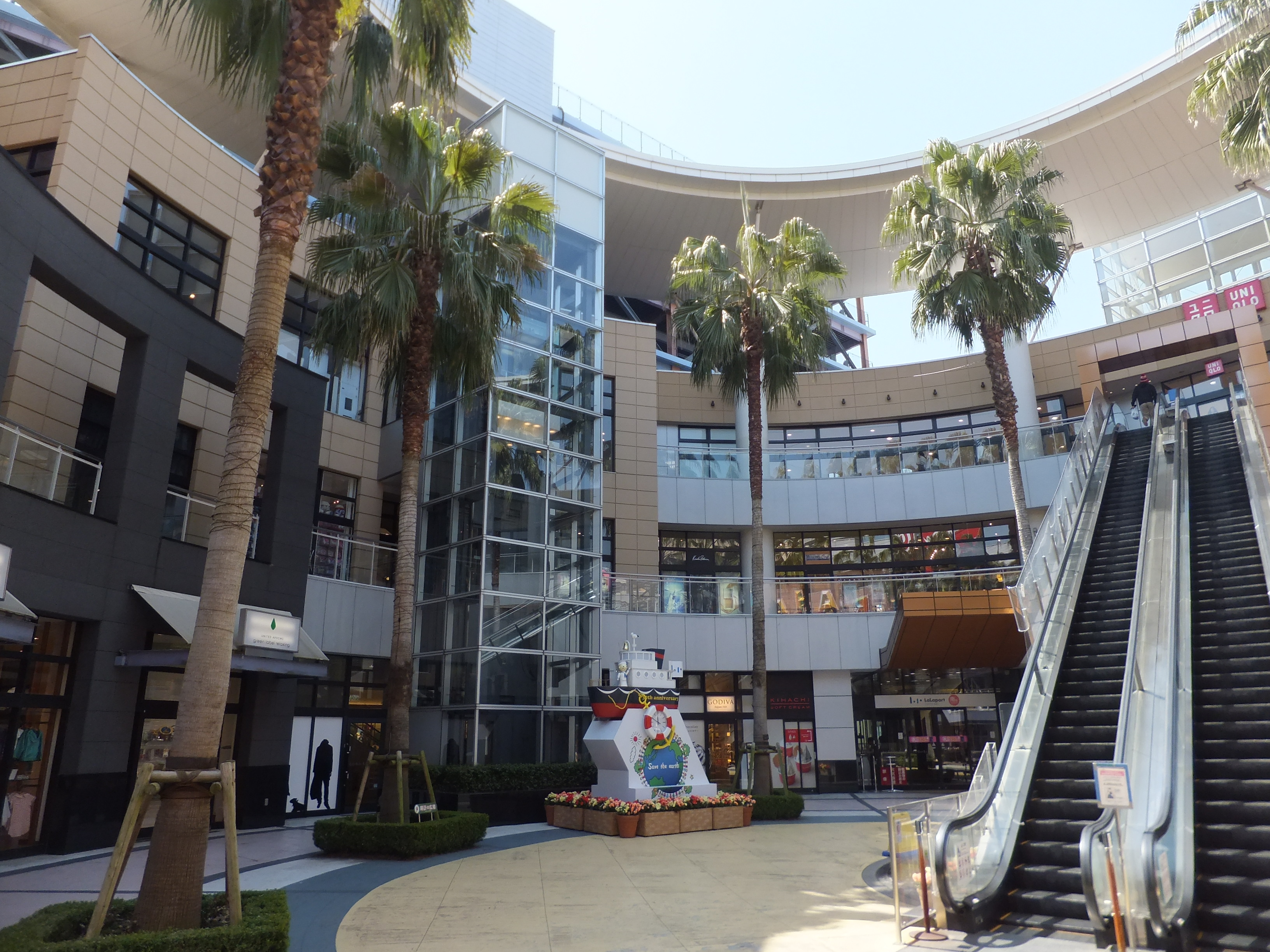
時計の広場周辺

  - 4月2日 - 「ららぽーと船橋ショッピングセンター」が、ダイエー船橋店[10]（建て替え中の北館の東側）・船橋そごう（建て替え前の西館）・専門店モール（北館の大半）という構成で、2核1モールで開業。
  - 8月 - 日本初のドライブインシアター「ららぽーとPIT」を開業。
- 1985年（昭和60年）
  - 3月30日 - ホテルサンガーデンららぽーと（後の三井ガーデンホテル船橋ららぽーと）が開業。
- 1986年（昭和61年）
  - 3月3日 - 京葉線西船橋駅 - 千葉貨物ターミナル駅（廃駅）間開通と同時に南船橋駅開業。
- 1987年（昭和62年）
  - 4月 - 25面のテニスコートを持つ「ららぽーとテニスクラブ」を開業。
- 1988年（昭和63年）
  - 3月25日 - ららぽーと2（現：南館東側）を増床。店舗数が194から360に増加。他施設に先駆けシネマコンプレックスを導入（シネシックス）。屋内型ミニテーマパーク「サンリオファンタージェン」開業。
- 1993年（平成5年）
  - 7月15日 - 巨大迷路の跡地に世界最大の屋内スキー場、ららぽーとスキードームSSAWSが開業。
- 1997年（平成9年）
  - 9月11日 - 船橋そごう（現:西館）3〜4階を新業態専門フロア「BAY PL-ANET」（ベイプラネット）としてオープン。マツモトキヨシやトイザらスなどの専門店を導入した。
- 1998年（平成10年）
  - 9月10日 - 旧飲食棟の跡地にハーバーグリル開業[11]。
- 1999年（平成11年）
  - 1月17日 - ダイエーららぽーと店が閉店。
  - 1月28日 - ダイエー跡地にダイエーの会員制ディスカウントストアKou'sが開業。
  - 2月26日 - ららぽーと3（現：南館西側）を着工[12]。
  - 3月19日 - ららぽーと2をリニューアルオープン[13]。
- 2000年（平成12年）
  - 4月20日 - ららぽーと3を増床[14]。
  - 12月25日 - 船橋そごうが閉店。

- 2001年（平成13年）
  - 5月 - 経営再建中のそごうから船橋そごうの土地と建物を取得[15]。
  - 6月2日 - ららぽーとの湯 常盤殿がオープン[16]。
  - 9月21日 - 旧：船橋そごう（BAY PL-ANET）をららぽーとウエストとしてリニューアルオープン[15]。同時にららぽーとカード、ららぽいんとカードの導入。
- 2002年（平成14年）
  - 3月 - Kou's閉店。
  - 4月20日 - Kou's跡にダイエーららぽーとイースト店が開業。
  - 9月30日 - ららぽーとスキードームSSAWSが閉館。
  - 11月30日 - ららぽーと1が第1弾リニューアルグランドオープン[17]。
- 2003年（平成15年）
  - 3月20日 - ららぽーと1が第2弾リニューアルグランドオープン[18]。
  - 8月19日 - ららぽーとスキードームSSAWSの解体開始を発表[19]。
- 2004年（平成16年）
  - 3月 - ららぽーとウエスト4階にベスト電器が出店[20]。
  - 5月31日 - ダイエーららぽーとイースト店が閉店。
  - 6月23日 - ららぽーとイースト、ららぽーとウエストのリニューアルを発表[21]。
  - 7月16日 - 映画館「シネマ10」が「TOHOシネマズ船橋ららぽーと」に統一されリニューアルオープン。
  - 9月17日 - ららぽーとウエスト2階にライフスタイルショップゾーン「Lifestyle　MARKET」がオープン[22]。
  - 11月19日 - 旧ダイエー跡地を「ららぽーとイースト」"What!"としてリニューアルオープン[20]。東急ハンズ（現：ハンズ）、アカチャンホンポ、スーパースポーツゼビオなどが出店。
- 2005年（平成17年）
  - 2月24日 - ナムコ「チームナンジャ」のプロデュースによる日本初、パンのフードテーマパーク「東京パン屋ストリート」オープン[23][24]。
- 2006年（平成18年）
  - 5月26日 - ららぽーと1にファッション専門店ゾーン｢CANDY DRIVE｣ オープン[25]。
  - 8月 - 「TOKYO-BAYららぽーと」から「ららぽーとTOKYO-BAY」に名称変更。
- 2007年（平成19年）
  - 1月28日 - ららぽーと2が一時閉館（一部店舗は移転または完全閉店）[26]。大規模改装、建て替え工事を行う。
  - 3月31日 - ららぽーとの湯 常盤殿が閉館。
  - 10月31日 - ドライブインシアターPROUDの営業終了
- 2008年（平成20年）
  - 5月22日 - ららぽーと2の建て替えが竣工し開館[27]。それに伴い、ららぽーと1とららぽーとイーストを「北館」、ららぽーと2とららぽーと3を「南館」、ららぽーとウエストを「西館」へと、全館それぞれ名称変更。
- 2009年（平成21年）
  - 1月8日 - 三井不動産の商業施設ブランドのさらなる浸透・明確化、イメージ向上を図るため、「三井ショッピングパーク」と総称された[28]。「三井ショッピングパークカード」が発行開始。
- 2011年（平成23年）
  - 3月12日 - 東日本大震災の影響で休業[29]。
  - 6月15日 - 西館の建て替え推進を決定[30]。
  - 11月12日 - 三井ガーデンホテル船橋ららぽーとが閉館。

- 2012年（平成24年）
  - 1月29日 - 西館が一時閉館（一部店舗は北館に移転または完全閉店）。
  - 10月1日 - 西館の建て替え工事が着工[31]。

- 2013年（平成25年）
  - 3月5日 - 北館に「LaLa Popteen Land」がオープン[32]。
  - 11月18日 - 平和交通の路線バス、津田沼駅南口 - ららぽーとTOKYO-BAY間が開通。
  - 11月22日 - 西館の建て替えが竣工し開館。アカチャンホンポ、ロピア、トイザらス・ベビーザらス、ポケモンセンターなどが出店[33][34][35]。映画館が南館から西館に移転し「TOHOシネマズららぽーと船橋」に改称。

- 2014年（平成26年）
  - 6月25日 - 南館3階の旧「TOHOシネマズ船橋ららぽーと」の跡地の一部にヤングファッションを中心とした新ゾーンがオープン[36][37]。

- 2015年（平成27年）
  - 3月13日 - 「飲食」「エンターテインメント」強化のためのリニューアル第1弾を実施[38]。「ふなっしーLAND」がオープン（2021年9月に国道14号線沿いの宮本エリアに移転[39]）。
  - 11月19日 - 「飲食」「エンターテインメント」強化のためのリニューアル第2弾を実施[40]。

- 2016年（平成28年）
  - 12月10日 - 南館3階の旧「TOHOシネマズ船橋ららぽーと」の跡地の一部に「コジマ×ビックカメラららぽーとTOKYO-BAY店」がオープン[41]。

- 2018年（平成30年）
  - 4月 - P7駐車場立体化工事のため閉鎖。
  - 12月 - P7駐車場立体化工事竣工。

- 2019年（平成31年・令和元年）
  - 3月 - P1駐車場建て替えのため閉鎖。
  - 3月15日 - 17度目の大規模リニューアルがスタート[42]。
  - 6月28日 - 京葉線高架下のららストリートに水平エスカレータ（動く歩道）の運用開始、一部に屋根を設置[43]。

- 2020年（令和2年）
  - 4月 - P1駐車場建て替え工事竣工。
  - 8月20日 - P10駐車場にB.LEAGUE・千葉ジェッツふなばしの本拠地となるアリーナ「LaLa arena TOKYO-BAY」の建設が決定[44]。

- 2021年（令和3年）
  - 3月18日 - 北館1階に「LaLaport CLOSET」がオープン[45]。

- 2022年（令和4年）
  - 10月15日 - 店舗への入店率を高めるビジュアル・マーチャンダイジングの実証を館内のnano・universeららぽーとTOKYO-BAY店で開始[46]。

- 2023年（令和5年）
  - 1月9日 - 北館の一部（旧ダイエー跡地を含む）が一時閉館（一部店舗は館内や隣接するビビット南船橋に移転または完全閉店）[47][48]。
  - 2月 - P10駐車場立体化工事が竣工（1007台）。
  - 3月2日 - 西館にフードコートが新規オープン[49]（北館からの事実上の移転）。
  - 3月16日 - 北館閉館エリア（第Ⅰ期）解体工事着工。
  - 11月29日 - 南船橋駅付近に「ららテラスTOKYO-BAY」が開業[50][51]。
- 2024年（令和6年）
  - 1月31日 - 北館第Ⅰ期（旧ダイエー棟、専門店モール東側）解体工事終了。
  - 3月6日 - 三井ショッピングパークポイント（旧称：ららぽいんと）の利用単位が1ポイント単位となる。
  - 4月8日 - 駐車料金サービスの改定。平日６時間無料が撤廃され、全日１時間無料となる。
  - 4月17日 - 「LaLa arena TOKYO-BAY」が開業[52]。
- 2025年（令和7年）10月 - 北館第Ⅰ期建替え完了予定。同時にビビット南船橋の施設名称を「ららぽーとTOKYO-BAY North Gate」に改称し、施設統合を行う予定[53]。
- 2028年（令和10年）春 - 北館建替え完了予定。これにより第Ⅰ期エリアと第Ⅱ期エリアの延床面積が33万3800m2となる。

## テナント一覧
SCは北館、南館、西館の3棟で構成されている。出店しているテナント全店の一覧・詳細情報はショップガイドを参照

### 営業時間
| 項目                       | 営業時間        | 備考                                        |
| -------------------------- | --------------- | ------------------------------------------- |
| 北館・南館・西館           | 10：00 - 20：00 | ※土・日・祝日/休日は21：00まで営業          |
| 西館 1F ハーバーダイニング | 10：00 - 20：00 | ※土・日・祝日/休日は10：00 - 21：00まで営業 |
| 北館 1F〜3F ハーバーグリル | 11：00 - 21：00 | ※土・日・祝日は22：00まで営業               |
| 南館 3F ダイニングテラス   | 11：00 - 21：00 | ※土・日・祝日/休日は22：00まで営業          |

上記の営業時間と異なる店舗があるので、詳しくは営業時間を参照。

## 過去の主なテナント・施設

### テナント
以前は核店舗としてダイエーや船橋そごうも出店していた。
- ダイエーららぽーと店（ダイエー船橋店）→Kou'Sららぽーと店→ダイエーららぽーとEAST店→ららぽーとEAST→北館

※2004年以前のフロア構成
1階：食料品、フードコート、遊戯場
2階：衣料品、家電　
- 船橋そごう→船橋そごうBAY PL-ANET→ららぽーとWEST→西館
- リブレ京成（2012年1月29日閉店）
- ベスト電器（2004年3月開店[20] - 2012年1月29日閉店）
- 東急ハンズ（2004年11月19日開店[20] - 2023年1月9日閉店[47]）
- イケア船橋店（1981年4月2日開店 - 1986年業態転換)→アクタス船橋店(2010年6月27日閉店)→H&M船橋店(2010年10月9日開店 - 2023年1月9日北館内にて移転。移転時の店名はららぽーとTOKYO-BAY店)
- スーパースポーツゼビオ（2004年11月19日開店[20] - 2023年1月9日閉店[47]）
- ジーユー（2023年1月9日閉店[47]）
- 無印良品（2023年1月9日閉店[47]）

### 施設
- ゴルフ場・巨大迷路→屋内スキー場 「ららぽーとスキードームSSAWS」→IKEATokyo-Bay（旧名称：IKEA船橋）
- 地震体験館
- ドライブインシアター「PROUD」（P10の一部で営業）
- ゴールデンビーチ（海水プール）→P10駐車場・ららぽーとテニスクラブ→P10駐車場・MFLP・ららアリーナ
- スケートリンク
- フードテーマパーク「東京パン屋ストリート」→フードコート「ハーバーダイニング」（2023年1月まで）
- 回転レストラン「ホテルオークラ・ラ・ロンド」→ 美容室「Cure Park」
- 屋内型ミニテーマパーク「サンリオファンタージェン」
- 日帰り入浴施設「ららぽーとの湯 常盤殿」
- 三井ガーデンホテル船橋ららぽーと（旧名称：ホテルサンガーデンららぽーと）
- 船橋ららぽーと劇場 - 定員1347名。船橋ヘルスセンターにあった劇場の施設が存続したもの。船橋ヘルスセンター時代と同様に『8時だョ!全員集合』の収録も行われた。

## 交通
詳細は公式サイト「交通アクセス」「駐車場のご案内」を参照
- 南船橋駅より遊歩道・歩道橋で接続（徒歩約5分）
- 船橋競馬場駅より徒歩約10分
- 駐車場は約6,000台